# 邹小平
邹小平（1958年6月—）山东蓬莱人，中国人民解放军少将。

## 生平
邹小平长期服役于沈阳军区，曾任沈阳军区黑龙江省军区副司令员等职。在2014年8月之前出任沈阳军区副参谋长。2016年1月6日，在沈阳举行的第十三届全国冬季运动会解放军体育代表团成立暨动员大会上，兼任解放军体育代表团团长的沈阳军区副参谋长邹小平出席并讲话，这是他最后一次以沈阳军区副参谋长的身份公开亮相。2016年1月，邹小平任新组建的北部战区陆军副司令员。2017年，调任山西省军区司令员。